# Ted (musikalbum)
Ted är det andra musikalbumet av Ted Gärdestad, utgivet våren 1973 på skivbolaget Polar Music. Albumet var mycket populärt (i Sverige) när det släpptes och låg 32 veckor på Kvällstoppen med #3 som bästa placering. Flera av Gärdestads kändaste alster exempelvis "Sol, vind och vatten" och "Oh, vilken härlig da' " återfinns på skivan. "Come Give Me Love" låg en vecka på Tio i topp. Skivans sista låt "Stenansiktet" var tema till Jan Halldoffs film med samma namn. Benny Andersson medverkar på piano, och Janne Schaffer på gitarr. Alla Abba-medlemmar, samt Lena Andersson medverkar dessutom som kör på skivan.
Originalutgåvan på vinyl utgavs i ett utfällbart gatefold-omslag. På framsidan finns en bild på Ted Gärdestad med en gitarr på axeln, och på baksidan en bild av Kenneth Gärdestad, båda mot en blå bakgrund. Inspelningarna skedde under hösten 1972 fram till februari 1973. Studiotekniker var Michael B. Tretow.
Albumet är en av titlarna i boken Tusen svenska klassiker (2009). Skivan rankades av Sonic Magazine i juni 2013 som det 45:e bästa svenska albumet någonsin.

## Låtlista
1. "Jag ska fånga en ängel" - 3:50
2. "Sol, vind och vatten" - 3:10
3. "Skolsång" - 3:02
4. "Kaliforniens guld" - 2:37
5. "Come Give Me Love" - 3:32
6. "Ramanagaram" - 2:50
7. "Oh, vilken härlig da'" - 3:21
8. "Kom i min fantasi" - 2:34
9. "Universum" - 3:52
10. "Gitarren och jag" - 3:52
11. "Stenansiktet" - 4:45

### Fotnoter
1. ↑  Gradvall et al 2009, #386
2. ↑  Sonic #69, sommaren 2013